# هسلهولم
هسلهولم (بالسويدية: Hässleholm) هي مدينة سويدية تأسست سنة 1865 في محافظة اسكونه، يبلغ عدد سكان المدينة 50,579 نسمة.
نالت لقب المدينة في عام 1914. وخلال القرن 20 تطورت لتصبح مركزا عسكريا. بعد نهاية الحرب الباردة.

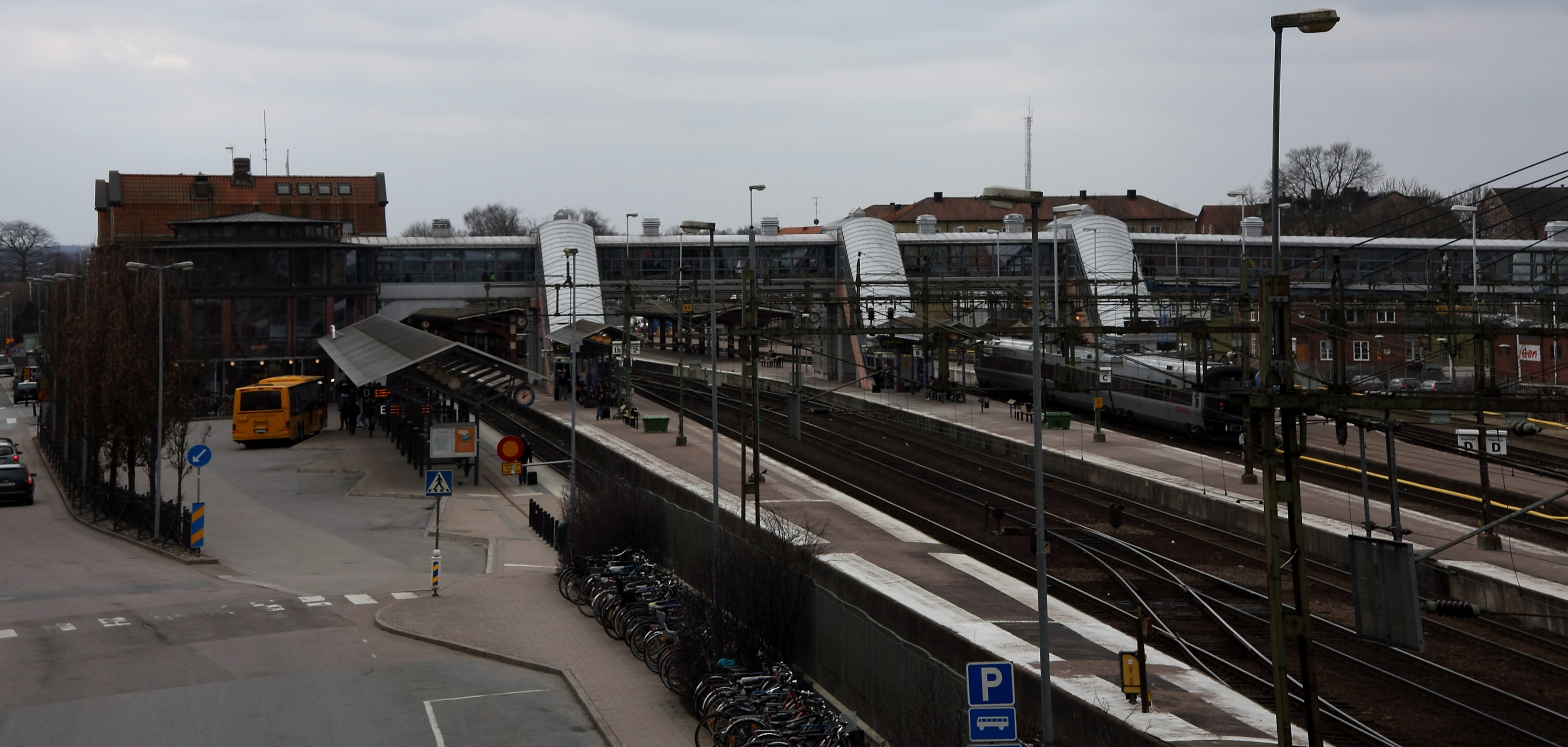
المحطة المركزية لـ الحافلات والقطارات

## السكن
توجد في البلدية شركة إسكان يمكنك أن تجد لديها شقق إيجار أو شقق تمليك أو أشكال سكن أخرى.

### حول المدينة
لدى البلدية معظم ما يمكن أن تحتاج إليه. وتوجد هنا: مكتبة عامة ومحلات لبيع الطعام ومختلف أنواع الخدمات والمحلات التجارية. كما توجد هنا منشآت رياضية وتنوّع كبير من نشاطات أوقات الفراغ والفعاليات الثقافية.

## توأمة
لهسلهولم اتفاقيات توأمة مع:
- إكرنفورده

## أعلام
- بير ليندهولم
- أندرياس داهل
- الياس أندرسون
- أكي بيرسون

## روابط خارجية
- الموقع الرسمي.